# Énergie résiduelle
L'énergie résiduelle ou énergie accumulée représente l’énergie non utilisée emmagasinée dans un système. C'est toute l'énergie qui peut subsister sur un équipement, un mécanisme ou une pièce après l'arrêt des opérations.
Elle se distingue de la source d’énergie primaire qui alimente le dispositif en énergie nécessaire pour effectuer un travail.
Par énergie, on entend une énergie électrique, mécanique, hydraulique, pneumatique, chimique, nucléaire, thermique, gravitationnelle ou autre.
Une décharge incontrôlée de l’énergie résiduelle ou accumulée peut occasionner des blessures chez les agents manipulant des systèmes ou des appareils.

## Identification
L’énergie résiduelle peut être complexe à identifier car elle est souvent dissimulée, non perceptible.
Il peut s'agir de pression d’air dans un système, d'un ressort de machine enroulé très serré, d'objets ou de matière susceptibles de se déplacer.
Dans l’énergie résiduelle on inclut également l’énergie électrique dans des batteries ou des condensateurs, ainsi que des énergies liées à des produits chimiques, biochimiques, ou à des rayonnements ionisants.

## Évaluation du risque
Une évaluation de risque lié à l’énergie résiduelle doit déterminer si on est en présence d'un risque non critique ou critique. S'il existe un risque critique lié à l’énergie accumulée, des moyens de contrôle doivent être mis en place afin de ramener sans risque le système au niveau zéro d'énergie.

## Contrôle
Pour maîtriser ce type d’énergie, on peut soit verrouiller le système à la source d’énergie primaire, soit agir sur l’énergie résiduelle en la libérant sous contrôle ou en verrouillant le système.
Par exemple on peut drainer ou purger préventivement une conduite de fluide (acide, boue, etc.) avant le débranchement, expulser sous contrôle l’air sous pression d'un système, appliquer des blocages mécaniques, des cales, obturer des conduites, isoler une source d'énergie par un dispositif mécanique qui empêche physiquement la transmission d’une source d’énergie ou son dégagement.
Un simple dispositif d’arrêt ou de commande ne constitue pas un dispositif suffisant d’isolement d'une source d’énergie.
Les énergies ayant un temps de dissipation élevé comme l'énergie thermique, chimique ou les rayonnements nécessitent d’être retenues ou confinées plutôt que dissipées.
Une liste de contrôle critique de l'opérateur permet de vérifier un à un les moyens de contrôle à mettre en place avant de commencer les travaux.

## Règlementation
La séparation, déconnexion et libération de l'énergie résiduelle est réglementée en Suisse par la directive CFST 6512 relative à l'équipement de travail. Ces dispositions sont précisées par la Commission fédérale de coordination pour la sécurité au travail dans l'article 9.1 de la protection de la santé et la sécurité au travail.